# Leptobrachium boringii
Leptobrachium boringii – gatunek płaza bezogonowego z rodziny Megophryidae, występujący w górskich regionach Chin. Zagrożony wyginięciem.
Długość ciała samców wynosi średnio 75,2 mm, zaś samic 66,5 mm. Męskim osobnikom tego gatunku od lutego do marca na górnej wardze wyrasta do 16 rogowych kolców zbudowanych z keratyny (podobnie jak ludzkie paznokcie). Kolce te służą do walki z innymi męskimi osobnikami tego gatunku, aby zapewnić sobie miejsce w rzece, gdzie będzie możliwe zwabienie samicy w celu rozmnażania się. Po wykluciu się kijanek, kolce odpadają.